# فرط الألدوستيرونية الكاذب
فرط الألدوستيرونية الكاذب (يُعرف أيضًا بـالألدوستيرونية الكاذبة)، حالة طبية تحاكي تأثيرات ارتفاع الألدوستيرون (فرط الألدوستيرونية) عبر تظاهرات مثل ضغط الدم العالي (ارتفاع ضغط الدم) وهبوط مستويات البوتاسيوم في الدم (نقص بوتاسيوم الدم) والقلاء الاستقلابي والمستويات المنخفضة من نشاط رينين البلازما (بّي آر أيه). لكن، على عكس فرط الألدوستيرونية، يبدي المرض مستويات منخفضة أو طبيعية من الألدوستيرون في الدم. تشمل الأسباب الأمراض الوراثية (مثل متلازمة فرط القشرانيات المعدنية الظاهرية ومتلازمة ليدل وأنواع من فرط تنسج الكظرية الخلقي)، والأمراض المكتسبة (مثل متلازمة كوشينغ والأورام الكظرية المنتجة للقشرانيات المعدنية)، والأمراض الاستقلابية واختلالات التوازن الغذائي مثل الاستهلاك المفرط للعرقسوس. يعتمد التشخيص المؤكد على السبب الجذري المحدد وقد يشمل اختبارات الدم والبول والاختبارات الجينية، لكن تبدي جميع أشكال هذا المرض هبوطًا شاذًا في تراكيز نشاط رينين البلازما (بّي آر أيه) وتركيز ألدوستيرون البلازما ما يميز هذه المجموعة من الأمراض عن الأشكال الأخرى من ارتفاع الضغط الثانوي. يُصمم العلاج وفقًا للسبب المحدد ويركز على السيطرة على الأعراض وضبط ضغط الدم وتجنب محرضات النكس.

## التظاهرات
تتنوع تظاهرات فرط الألدوستيرونية الكاذب بناءً على السبب. تتظاهر الحالات الخلقية مثل متلازمة ليدل وفرط تنسج الكظرية الخلقي في الطفولة أو في مرحلة مبكرة في الحياة على خلاف الحالات المكتسبة التي تتظاهر في أي عمر. يأتي المرضى البالغون بسوابق ارتفاع ضغط مقاوم رغم تلقي العلاج الطبي النموذجي وتغيير نمط الحياة. قد يكون ارتفاع الضغط غير عرضي أو قد يؤدي لأعراض مثل الصداع والدوار وتغيرات الرؤية وأمراض الكليتين. تشمل أعراض انخفاض البوتاسيوم التعب والضعف العضلي وازدياد إنتاج البول.

## الأسباب
تمتلك الحالة عدة أسباب معروفة تشمل الأمراض الوراثية والحالات المكتسبة والاختلالات الاستقلابية واختلال التوازن الغذائي. تحاكي جميع الأسباب آثار ارتفاع الألدوستيرون دون أن ترفع مستويات الألدوستيرون وذلك عبر آليات متنوعة.

### الأشكال الوراثية
تشمل الأمراض الوراثية التي قد تتسبب بهذه الحالة متلازمة ليدل ومتلازمة فرط القشرانيات المعدنية الظاهرة (أيه إم إي) ونوعين من فرط تنسج الكظرية الخلقي (سي أيه إتش).
- متلازمة ليدل هي اضطراب وراثي جسمي سائد يؤثر على قنوات الصوديوم الظهارية (إي إن أيه سي) في النبيبات القاصية في الكليتين. في هذا الاضطراب، تسبب الطفرة الوظيفية تقليل تراجع قنوات الصوديوم الظهارية ما يؤدي إلى زيادة امتصاص الكليتين للصوديوم والماء.

- تشمل الأشكال الوراثية من فرط القشرانيات المعدنية الظاهرة اضطرابات جسمية متنحية مع طفرات تقلل نشاط أنزيم 11 بيتا هيدروكسي ستيروئيد ديهدروجيناز من النوع الثاني (11-β-HSD2). تحد هذه الطفرات من قدرة الأنزيم على تحويل الكورتيزول الفعال إلى كورتيزون أقل فعالية. يتمكن الكورتيزول الزائد عندئذ من الارتباط بمستقبلات القشرانيات المعدنية وتنشيطها بسبب تفاعل المستقبلات المتصالب ما يؤدي إلى تأثيرات شبيهة بالألدوستيرون.
- فرط تنسج الكظرية الخلقي هو مرض جسمي متنحي ذو أنواع عديدة، يؤدي اثنان منها إلى فرط الألدوستيرونية الكاذب. يعيق عوز 11 بيتا هيدروكسيليز تحويل 11 دي أوكسي كورتيكوستيرون (دي أو سي) إلى كورتيكوستيرون ما يؤدي إلى زيادته وبالتالي يعمل كستيروئيد قشري معدني مشابه للألدوستيرون. يعيق عوز 17 ألفا هيدروكسيليز تحويل البريغنينولون والبروجسترون إلى أشكالها الهيدروكسيلية ما يؤدي إلى زيادة إنتاج القشرانيات المعدنية.

### الأشكال المكتسبة
قد تُكتسب بعض أسباب فرط الألدوستيرونية الكاذب عبر الحياة، وتشمل على سبيل المثال الأورام الكظرية ومتلازمة الهرمون الموجه لقشر الكظر الهاجر.
- تشمل الأنواع الفرعية للورم الكظري الأورام الغدية الكظرية التي تنتج 11 دي أوكسي كورتيكوستيرون (دي أو سي) ما يؤدي إلى ازدياد نشاط القشرانيات المعدنية دون ارتفاع مستويات الألدوستيرون.[6]
- تصف متلازمة الهرمون الموجه لقشر الكظر الهاجر حالات تؤدي إلى إنتاج زائد للهرمون الموجه لقشر الكظر (أيه سي تي إتش) ما يؤدي بالتالي إلى إنتاج القشرانيات المعدنية. قد يظهر ذلك بأشكال هاجرة من متلازمة كوشينغ المرتبطة بسرطانات الرئة صغيرة الخلايا والأورام الأخرى المنتجة للهرمون الموجه لقشر الكظر. يمكن أن تشبع زيادة الهرمون الموجه لقشر الكظر إنزيم 11 بيتا هيدروكسي ستيروئيد ديهدروجيناز من النوع الثاني ما يؤدي إلى انخفاض تحويل الكورتيزول إلى الكورتيزون وزيادة تأثيرات القشرانيات المعدنية.[5]

### الأشكال الاستقلابية والغذائية
تشمل الأسباب الاستقلابية حالات مقاومة القشريات السكرية وزيادة القشرانيات المعدنية عقب جرعة عالية من العلاج بالستيروئيدات القشرية. تشمل الأسباب الغذائية فرط استهلاك المنتجات الحاوية على العرقسوس. يثبط حمض الغليسيريتينيك في العرقسوس إنزيم 11 بيتا هيدروكسي ستيروئيد ديهدروجيناز من النوع الثاني ما يؤدي إلى تحفيز غير مناسب لمستقبلات القشرانيات المعدنية بواسطة الكورتيزول ويتنج عن ذلك تأثيرات شبيهة بالألدوستيرون.